# Joan Capdevila i Nogués
Joan Capdevila i Nogués (Barcelona, 30 d'octubre de 1921 - Barcelona, 4 d'abril de 2012) va ser un cineasta amateur català. Nascut a Barcelona, als dos anys la seva família es va mudar a Premià de Mar (el Maresme). Després de la guerra civil va treballar a la Companyia Transmediterrània. Va ser destinat a la Mútua Naviera on va entrar en contacte amb diversos metges de qui, més endavant, faria pel·lícules sobre les seves intervencions quirúrgiques. Més endavant, va treballar per a Gallina Blanca, on va fer nombrosos documentals sobre les activitats de l'empresa. També va formar part del Centre Excursionista de Catalunya, de l'Associació Fotogràfica de Catalunya i de l'Orfeó Català. Va treballar amb 8mm i amb 16mm, i va realitzar gran quantitat de produccions industrials, artístiques, històriques, esportives i de viatges. Hi ha més de 170 produccions de Joan Capdevila i Nogués conservades a la Filmoteca de Catalunya i als arxius de Televisió de Catalunya.